# 2026
Năm 2026  (số La Mã: MMXXVI). Trong lịch Gregory, nó sẽ là năm thứ 2026 của Công nguyên hay của Anno Domini; năm thứ 26 của thiên niên kỷ 3 và của thế kỷ 21; và năm thứ bảy của thập niên 2020.

## Sự kiện sắp diễn ra
- Đại hội Đảng Cộng sản Việt Nam lần thứ XIV
- Giải vô địch bóng đá thế giới 2026[1]
- Artemis II, sứ mệnh thứ hai của chương trình Artemis và sứ mệnh đầu tiên có phi hành đoàn ngoài quỹ đạo Trái Đất tầm thấp kể từ 1972, dự kiến sẽ phóng.[2]